# Huškanje naroda
Huškanje naroda (njem. Volksverhetzung) je kazneno djelo u Saveznoj Republici Njemačkoj na temelju § 130. njemačkog kaznenog zakona. Zakon je 1960. godine zamijenio prethodnu inačicu § 130 njemačkog kaznenog zakona koji se je odnosio na poticanja na klasnu borbu (Anreizung zum Klassenkampf).
Prema tom zakonu kažnjava se:
- poticanje ili poziv za mržnju ili nasilje protiv skupine ljudi
- napad na ljudsko dostojanstvo, pojedinca ili članova skupina
- vrijeđanje, omalovažavanje ili kleveta

Taj zakon ograničava ustavom zajamčenu slobodu govora, i zato se oslanja na ograničavanje učinkovitosti članka 5. stavka 2. ustava Njemačke.
Zakon ima za cilj zaštititi miran suživot društvu i na taj način zaštititi ljudsko dostojanstvo. 

## Vanjske poveznice
- § 130 StGB (D)
- § 6 VStGB (D)